# الدوري الإستوني الدرجة الثالثة 2017
الدوري الإستوني الدرجة الثالثة 2017 (بالإستونية: Esiliiga B 2017)‏ هو الموسم 5 من دوري إستونيا الممتاز. أقيم خلال الفترة 1 مارس 2017 وحتى 5 نوفمبر 2017، وأشرف على تنظيمه اتحاد إستونيا لكرة القدم، وكان عدد الأندية المشاركة فيه 10، وفاز فيه نادي نوم كاليو.